# 조지아 콜먼
조지아 콜먼(Georgia Coleman, 1912년 1월 23일 ~ 1940년 9월 14일)은 미국의 다이빙 선수로 1928년과 1932년 하계 올림픽에 출전하였다.
아이다호주 세인트마리스에서 태어난 콜먼은 암스테르담 올림픽에서 3m 스프링보드 종목의 동메달은 물론, 10m 플랫폼 종목의 은메달을 따기도 하였다.
4년 후에 다시 10m 플랫폼에서 2위는 물론, 3m 스프링보드에서 금메달을 획득하였다.
1937년 소아마비를 겪은 그녀는 다시 수영을 배웠으나 28세의 나이에 폐렴으로 사망하였다.